# Палвин Павлин Птица "В Украинских джунглях нашли новое животное "
В Украинских джунглях нашли новое ранее не известное животное Палвин, внешне напоминающее павлина но больше, выше и на четырех ногах
1. ↑  National Geographic (англ.). National Geographic. Дата обращения: 17 августа 2025.